# منتخب برمودا للكرة اللينة للرجال
منتخب برمودا للكرة اللينة للرجال هو ممثل برمودا الرسمي في المنافسات الدولية في الكرة اللينة .